# Hani (chanteuse)
Pour les articles homonymes, voir Hani (homonymie).

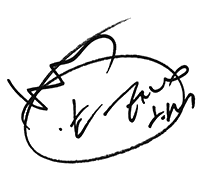
Signature de Hani

Hani (Hangeul: 하니) est une chanteuse et danseuse sud-coréenne, née le 1er mai 1992 à Séoul. Elle est membre du groupe EXID.
D'après un grand sondage nommé « MLBPARK », elle est la cinquième idole la plus populaire auprès de la communauté masculine coréenne. Elle possède un quotient intellectuel de 145, ce qui fait d'elle une surdouée, et est multilingue (coréen, anglais, chinois).

## Biographie
Hee-yeon a été trainee (stagiaire) à la JYP Entertainment avec Hyorin des Sistar, Jieun des Secret et Uji des Bestie.Elle fait partie depuis 2013 d'un sous groupe (sub unit) du nom de Dasoni avec Solji un autre membre d'EXID. Elle est devenue populaire en Corée grâce à la diffusion d'une vidéo filmée par un fan, une fancam, lors d'une des performances du groupe dont elle fait partie, EXID, de leur chanson Up & Down en 2014. C'est aussi ce qui va populariser leur chanson ainsi que le groupe. La fancam compte aujourd'hui plus de 36 millions de vues, Elle a aussi fait un cover de plus de 50 000 vues de Disclosure.

## Vie privée
Elle a été en couple avec Kim Jun Su, le chanteur et compositeur sud-coréen du groupe JYJ de janvier à septembre 2016.

### Parcours et chirurgie
Pendant une émission télévisée, Happy Together 3, Hee-yeon est revenue sur son parcours depuis ses débuts, à la question « N’avez-vous jamais eu envie d’abandonner », Hani a répondu : « J’y ai beaucoup pensé, mais ma mère était contre le fait que je sois chanteuse à la base… Elle m’avait donné trois ans pour réussir. Elle m’avait dit d’abandonner si le succès n’était pas au rendez-vous au bout de trois ans. » En effet, sa mère aurait souhaité que Hani fasse des études de psychologie comme elle-même l’avait fait. « La première fois que je lui ai dit que je voulais être chanteuse, elle m’a répondu « tu es jolie, mais il y a des tas de filles aussi jolies que toi. Tu chantes bien, mais il y a des tas de filles qui chantent aussi bien, alors je ne vois pas le truc que tu aurais en plus. » Ce sont donc les remarques de sa mère qui ont poussé Hani à persévérer et à ne pas renoncer. « Quand j’étais en seconde, j’ai rejoint JYP Entertainment en tant que trainee. Au bout d’un an, ils m’ont renvoyée parce qu’ils ne voyaient pas mon potentiel », a-t-elle expliqué. Après avoir repris ses études pendant un certain temps et être même partie en Chine, elle a quand même voulu retenter sa chance en se promettant de travailler dur. C’est ainsi qu’elle a intégré EXID. Complimentée pour sa beauté naturelle, elle a confirmé n’avoir jamais fait de chirurgie esthétique, malgré la suggestion que lui avait faite un ancien cadre de l’agence de se faire refaire le nez. C’est aussi sa mère qui l’avait convaincue de ne pas le faire en utilisant une nouvelle fois la technique de la critique et en lui disant « Tu penses que tu deviendras Kim Tae Hee en te retouchant juste un peu le visage ? » Alors qu’elle était invitée dans un autre programme, la jeune femme a évoqué les commentaires qu’elles reçoit parfois, comme « C’est évident qu’elle s’est fait refaire le nez », ou encore « C’est un monstre de la chirurgie esthétique. » Afin de faire taire ces rumeurs, la jeune femme était venue avec ses photos d’enfance, ainsi que des radios.

## Discographie

### En solo

#### Singles
- 2012 : Cold
- 2014 : Kiss Me
- 2015 : Fake Illness
- 2015 : Gap

## Filmographie
- Always Cantare (언제나 칸타레) (2014)
- Off to School (학교 다녀오겠습니다) (2015)
- Crime Scene (크라임씬) (2015)
- A Style for You (어 스타일 포 유) (2015)
- Soulmates Returns (천생연분 리턴즈) (2015)
- My Little Television (마이 리틀 텔레비전) (2015)
- The Producers (프로듀사) (2015) : caméo
- Young Adult Matters (어른들은 몰라요) (2020)
- XX (엑스엑스) (2020)
- The Spies Who Loved Me (나를 사랑한 스파이) (2020) (Ep 8 - 9)
- How to be Thirty (아직 낫서른) (2021)
- You Raise Me Up (유 레이즈 미 업) (2021)